# Grabern
Grabern osztrák mezőváros Alsó-Ausztria Hollabrunni járásában. 2022 januárjában 1747 lakosa volt. 

## Elhelyezkedése

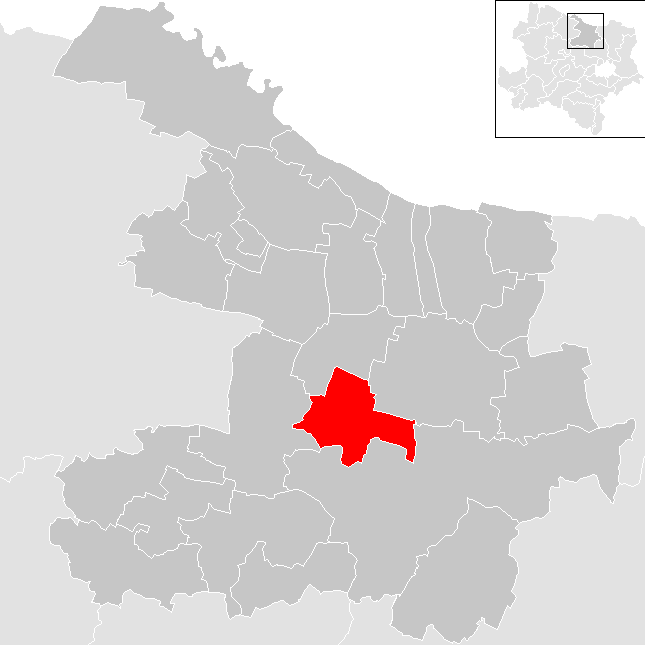
Grabern a Hollabrunni járásban

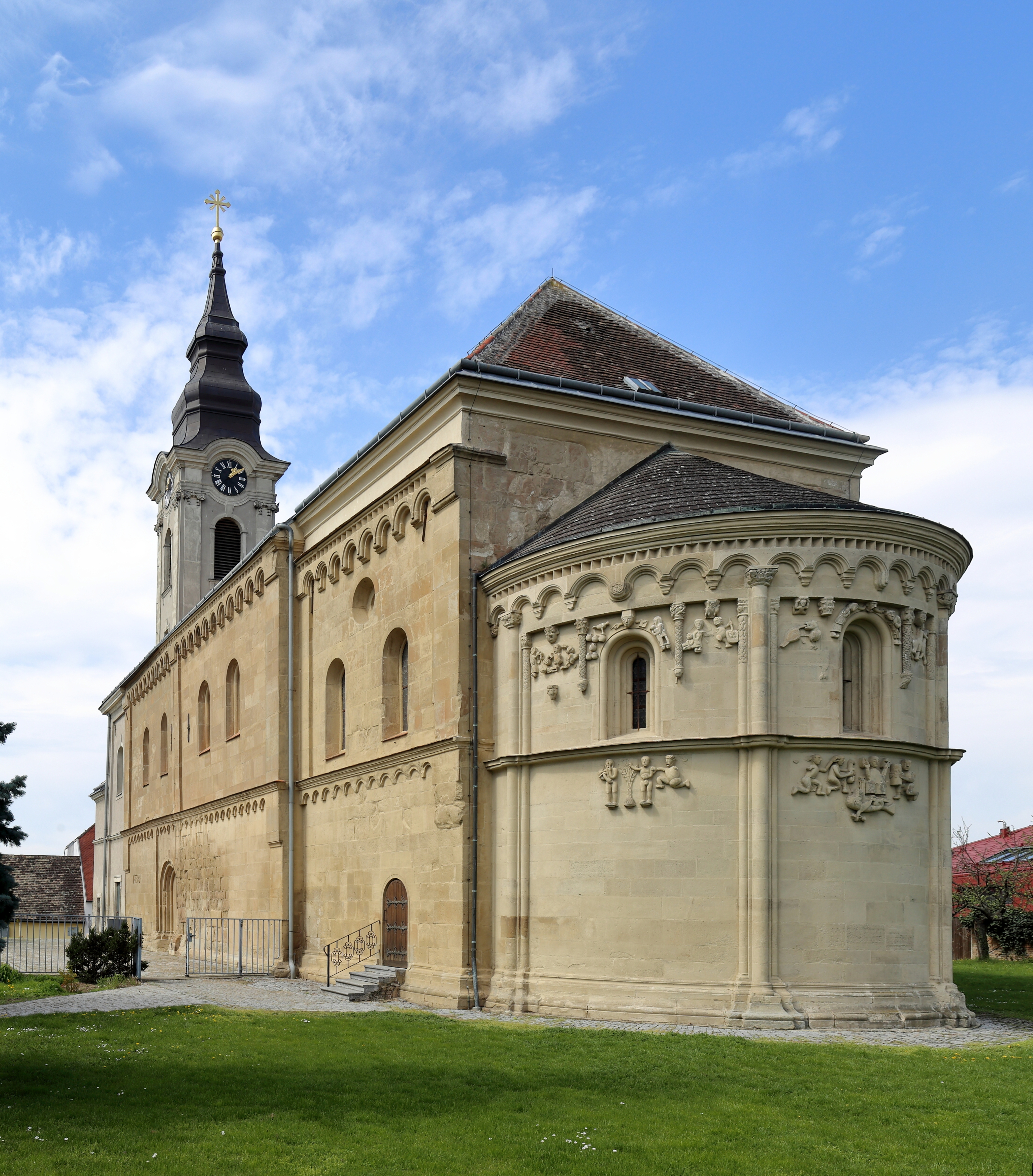
A schöngraberni Szűz Mária születése plébániatemplom és ún. kőbibliája

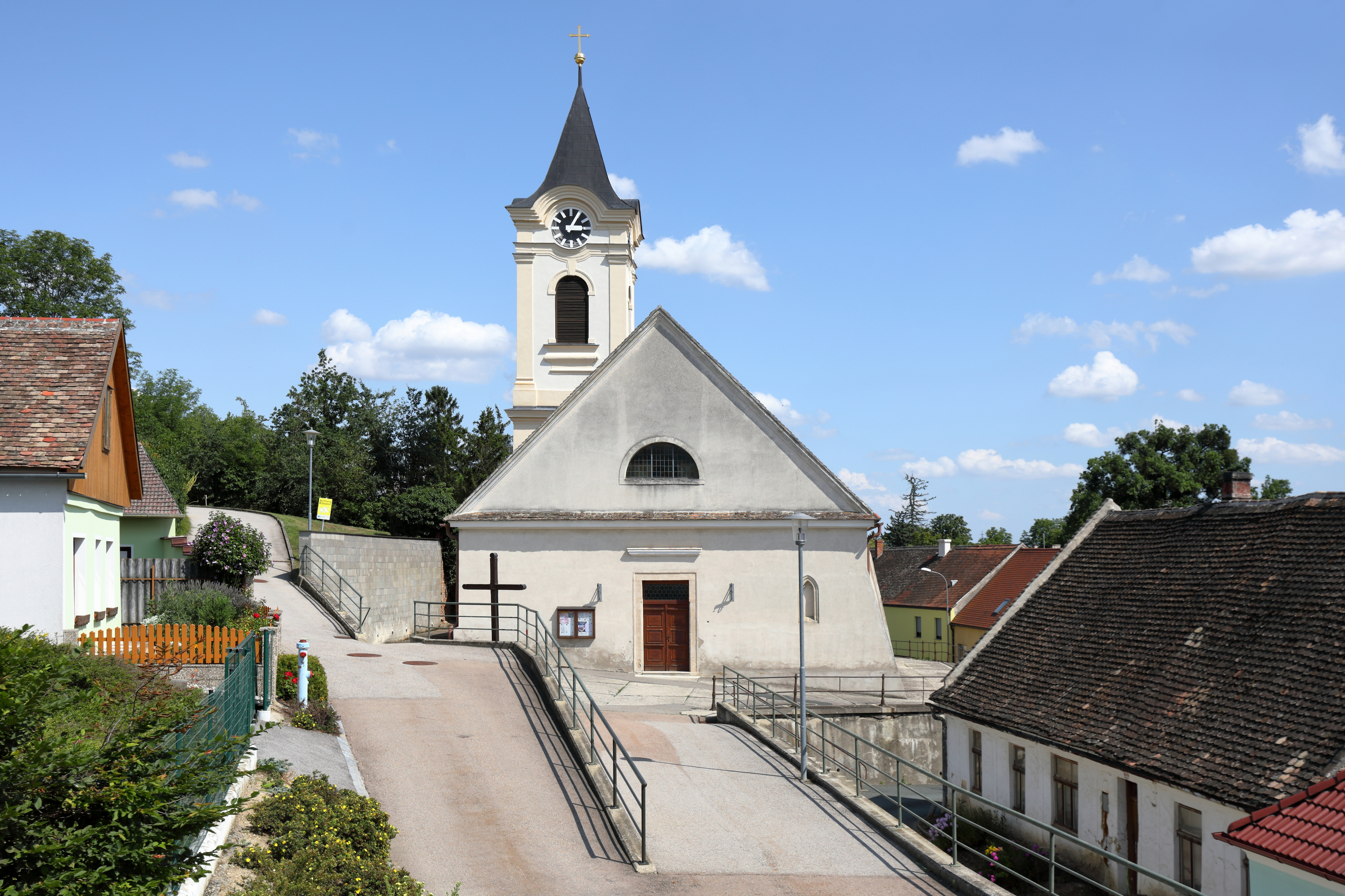
A mittergraberni Keresztelő Szt. János-plébániatemplom

Grabern a tartomány Weinviertel régiójában fekszik a cseh határ közelében a Schöngrabernbach folyó mentén. Területének 7,7%-a erdő, 82,1% áll mezőgazdasági művelés alatt. Az önkormányzat 5 települést egyesít: Mittergrabern (343 lakos 2022-ben), Obergrabern (130), Ober-Steinabrunn (119), Schöngrabern (1053) és Windpassing (102).
A környező önkormányzatok: északra Guntersdorf, keletre Wullersdorf, délre Hollabrunn, nyugatra Sitzendorf an der Schmida. 	

## Története
Grabernt 1120-ban említik először Grawarn formában. Egyedi szobrokkal díszített román stílusú templomát 1210–1230 között építtette vagy a Kuenring vagy a Lengenbach család. A 13. század végén a falu Guntersdorf uradalmához tartozott, amelyet a Wallsee nemzetség birtokolt. A család a birtok egyes jövedelmeit a schlierbachi zárdának adományozta. A későbbiekben Schöngrabern a Dachsberg-, a stájer Stubenberg-, a 16. század második felétől a Roggendorf család kezén volt, majd a guntersdorfi Teufel (Ördög) báró szerezte meg. 1535-ben mezővárosi jogokat kapott. 
A napóleoni háborúk során Schöngrabern 1805-ben és 1809-ben is csaták helyszíne volt és szinte teljesen leégett. 

## Lakosság
A graberni önkormányzat területén 2022 januárjában 1747 fő élt. A lakosságszám 1981 óta gyarapodó tendenciát mutat. 2020-ban az ittlakók 91,2%-a volt osztrák állampolgár; a külföldiek közül 0,8% a régi (2004 előtti), 4,7% az új EU-tagállamokból érkezett. 2,9% az egykori Jugoszlávia (Szlovénia és Horvátország nélkül) vagy Törökország, 0,4% egyéb országok polgára volt. 2001-ben a lakosok 92,6%-a római katolikusnak, 5,5% pedig felekezeten kívülinek vallotta magát. Ugyanekkor 8 magyar élt a mezővárosban; a legnagyobb nemzetiségi csoportot a németek (96,9%) mellett a szerbek alkották 0,7%-kal.
A népesség változása:

| 2016 | 1 525 |
| 2018 | 1 642 |

## Látnivalók
- a mittergraberni kastély a 16. században épült, a 19. században átalakították: tornyát lebontották, és két szárnnyal bővítették.
- a schöngraberni Szűz Mária születése plébániatemplom hajója román stílusú. Apszisának külső falán jellegzetes domborművek találhatók, az ún. schöngraberni kőbiblia.
- a mittergraberni Keresztelő Szt. János-plébániatemplom

## Fordítás
- Ez a szócikk részben vagy egészben  a   Grabern című német Wikipédia-szócikk ezen változatának fordításán alapul.  Az eredeti cikk szerkesztőit annak laptörténete sorolja fel. Ez a jelzés csupán a megfogalmazás eredetét és a szerzői jogokat jelzi, nem szolgál a cikkben szereplő információk forrásmegjelöléseként.